# Пугач камерунський
Пугач камерунський (Bubo shelleyi) — вид птахів з роду пугач (Bubo) родини совових.

## Назва
Вид названо на честь британського орнітолога Джорджа Ернеста Шеллі (1840–1910).

## Поширення
Цей вид поширений в Центральній і Західній Африці. У західній частині займає невелику територію між Сьєрра-Леоне та Кот-д'Івуаром з ізольованим населенням у Гані. У Центральній Африці він займає територію, паралельну узбережжю між Камеруном і Габоном і яка проникає на континент на схід, займаючи всю північ Демократичної Республіки Конго. Мешкає в первинних тропічних лісах, на узліссях і прогалинах, а також у галерейних лісах.

## Опис
Найбільший вид сови в Африці. Загальна довжина виду 53–61 см, вага до 1,2 кг. Оперення темно-коричневого кольору з накладеними на нього світлішими смугами. У нижніх частинах кольори перевернуті, смуги темно-коричневі на білому фоні. На голові є два шлейфи у формі вух. Пір'я хвоста і крил коричневі й утворюють смуги, де чергуються світлі й темні відтінки. Очі темно-карі, а ноги й майже всі пальці оперені.